# Накаяма, Тадаси
Тадаси Накаяма (яп. 中山 正, 26 июля 1912 — 5 июня 1964) — японский математик-алгебраист.
Родился в префектуре Токио, обучался в Высшей школе Мусаси, а затем в Токийском университете. В 1935 году защитил диплом, будучи учеником Тэйдзи Такаги, и получил должность ассистента Осакского университета. Большое влияние на его научные интересы оказал Кэндзиро Сёда, который был учеником Эмми Нётер. В 1937 году Накаяма получил приглашение в Институт перспективных исследований в Принстоне и оставался там до 1939 года. В Принстоне он встретился с Эмилем Артином, Германом Вейлем и Клодом Шевалле, а Ричард Брауэр, бывший профессором Торонтского университета, пригласил его сделать два визита в Торонто. В 1941 году Накаяма получил степень доктора наук и через год перешёл в Нагойский университет, в 1944 году получив должность профессора. После этого он работал в Нагойском университете, а также посещал Иллинойсский (1948—49), Гамбургский и Принстонский (1953—55) университеты.
Многие из работ Накаямы относятся к теории модулярных представлений симметрических групп, теории представлений фробениусовых алгебр и теории Галуа над кольцами. Также он написал книги по локальной теории полей классов, теории решёток и гомологической алгебре; всего же им было опубликовано 122 статьи.
Накаяма был одним из основателей и главным редактором Нагойского математического журнала, редактором Acta Arithmetica и Proceedings of the Mathematical Society of Japan. В 1953 году был награждён премией Японской академии и в 1963 году избран её членом. В его честь названа известная лемма Накаямы в коммутативной алгебре.
Умер в 1964 году от туберкулёза.